# Classis Mauretanica
La Classis Mauretanica fu una flotta provincialis, istituita da Claudio. Aveva il compito di pattugliare le coste dell'Oceano Atlantico fino allo stretto di Gibilterra, oltre alle coste del Mediterraneo sud-occidentale della Mauretania stessa e della Spagna meridionale. Era un distaccamento della Classis Alexandrina (con comando speciale). La sua comparsa si fa risalire al 40 circa, al tempo dell'imperatore Caligola, o più probabilmente a Claudio dopo la costituzione in provincia (abbiamo informazioni di classiarii al tempo di Traiano, probabilmente come vexillationes di altre flotte permanenti), anche se divenne flotta permanente dopo il 176 con Marco Aurelio.

## Storia
Con la messa a morte da parte di Caligola, del figlio di Giuba II, Tolomeo, nel 40 la Mauretania passò sotto il controllo diretto di Roma. Due anni più tardi, nel 42, le popolazioni della Mauretania appena annessa si ribellarono, ed il nuovo imperatore, Claudio, fu costretto ad inviare nella nuova provincia, il generale Gaio Svetonio Paolino, per porre fine alla rivolta. Claudio poté istituire due nuove province sottoposte a due governatori di rango equestre: la Mauretania Cesariens (Mauretania Caesariensis), con capitale Iol-Caesarea (Cherchell), che comprendeva l'Algeria occidentale e centrale, fino all'attuale Cabilia, e la Mauretania Tingitana (Mauretania Tingitana), con capitale prima, probabilmente Volubilis e quindi Tingis (Tangeri).
La flotta fu probabilmente impiegata anche quando tribù maure, che si trovavano a sud del medio Atlante, tornarono a premere lungo i confini della Tingitana ed a incunearsi tra le due province, fino a compiere scorrerie marittime lungo le coste della Betica durante il principato di Antonino Pio. E sebbene quest'ultimo fosse stato in grado di respingere i Mauri, costringendoli a chieder pace attraverso il generale Sesto Flavio Quieto e numerose vexillationes provinciali guidate anche dal prefetto degli auxilia spagnoli Tito Vario Clemente (145-148 d.C.), nuove incursioni si presentarono durante il regno di Marco Aurelio, proprio mentre l'imperatore filosofo era impegnato lungo il fronte settentrionale nella guerra contro Marcomanni, Quadi e Iazigi. I Mauri, che stavano compiendo saccheggi in tutta la Spagna e si erano spinti profondamente nella Betica fino ad Italica e ponendo sotto assedio la città di Singilia Barba, furono respinti dai suoi legati imperiali. Tra questi vi era anche l'amico fraterno di Marco, Aufidio Vittorino, accompagnato da forze speciali (vexillationes di altre province), ed il governatore della Tingitana, Vallio Massimiano. L'area a sud dell'Atlante fu quindi sottoposta ad un controllo diretto più efficace (172-177 circa), mentre al figlio del capotribù degli Zegrensi, un certo Giuliano il giovane, fu concessa la cittadinanza romana insieme alla moglie Faggura. E proprio in questo periodo fu creata la Classis Mauretanica.
Anche il figlio Commodo, durante il suo regno (180-192), fu costretto a combattere queste genti attraverso i suoi generali, riuscendo a vincerli. Nuovi coinvolgimenti della flotta accaddero anche sotto Settimio Severo, quando l'allora legato pro praetore della Hispania Citerior, Tiberio Claudio Candido, fu costretto a combattere per terra e per mare alcune popolazioni ribelli, che il Mommsen non esclude possano essere stati della Mauretania.
Durante il principato di Gallieno, nel mezzo dell'anarchia militare, il governatore di Numidia, un certo Saturnino, sembra riuscì a respingere una nuova incursione di Mauri. Ancora sul finire del III secolo (nel 297) l'augusto Massimiano, partito per la Mauretania, riuscì a debellare una tribù della zona, i Quinquegentiani, che erano penetrati anche in Numidia. L'anno successivo (298) rinforzò le difese della frontiera africana dalle Mauritanie alla provincia d'Africa.
I romani abbandonarono gran parte della Mauretania Tingitana già alla fine del III secolo, compresa la città di Volubilis, per ragioni ancora poco chiare. Poi la Mauretania fu occupata dai Vandali agli inizi del V secolo.

## Porti
Sua base principale si trovava a Iol-Cesarea Mauretaniae (l'attuale Cherchell in Algeria). Nel 44, dopo quattro anni di rivolte, l'Imperatore Claudio divise il regno di Mauretania in due province. Caesarea divenne la capitale della Mauretania Caesariensis, una delle due province. Claudio diede poi alla città due nomi: la capitale Caesariensis e la città, colonia romana con il secondo nome di Colonia Claudia Caesarea. La città ebbe, quindi un porto, dove fu insediato un distaccamento della Classis Alexandrina ed anche di quella di Miseno, che in seguito divenne la Classis Mauretanica. Fu quindi luogo di nascita dell'Imperatore Macrino, succeduto a Caracalla. Poi nel V secolo fu assediata e distrutta dai Vandali, per poi essere rioccupata dall'Imperatore bizantino Giustiniano I, che la restaurò e la riportò al suo antico splendore.
(Strabone, Geografia, XVII, 3, 12.)

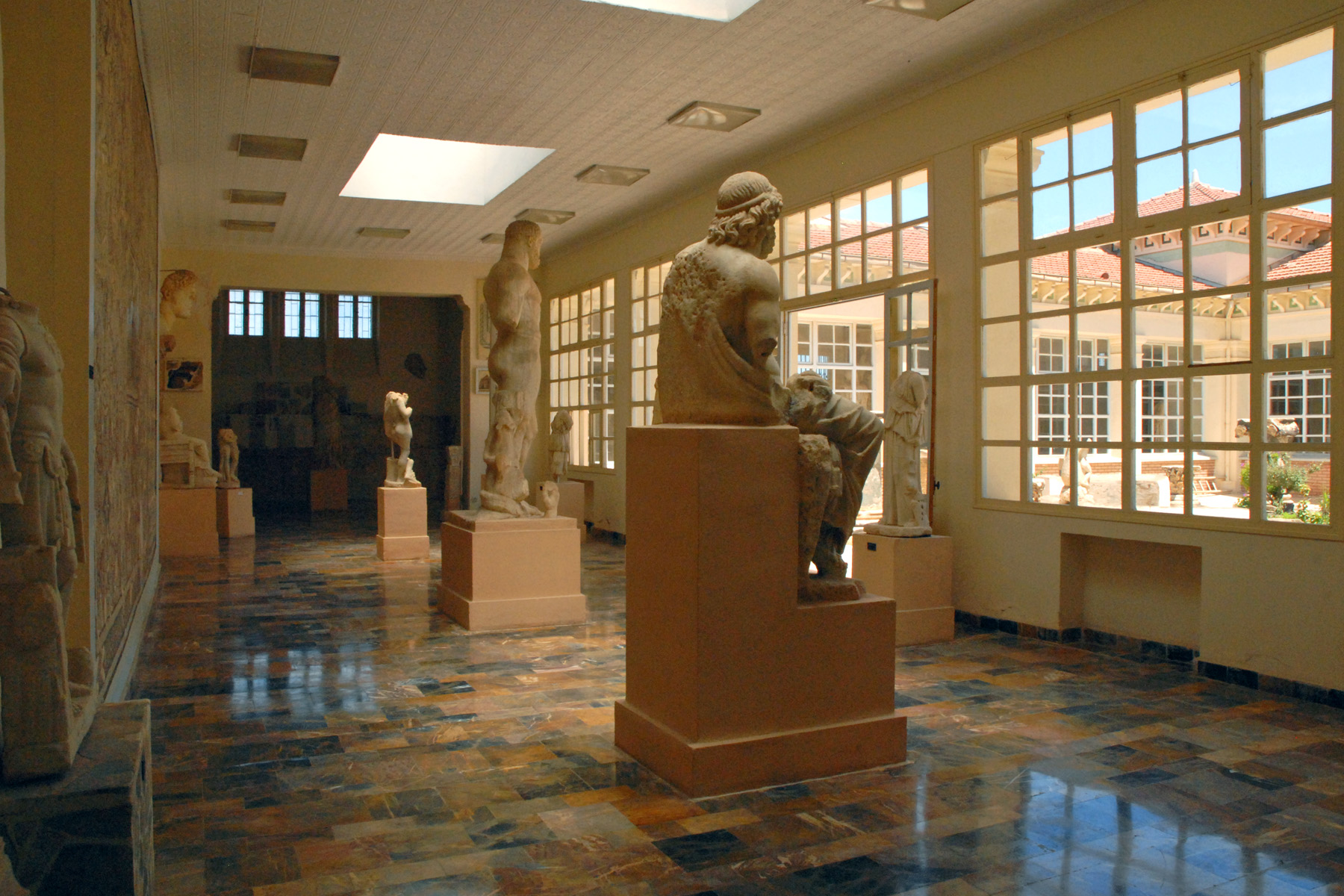
Museo di Cherchell in Algeria.
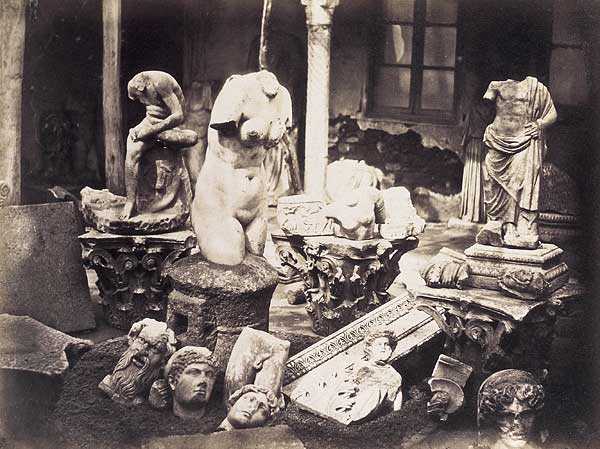
Reperti archeologici di Iol Caesarea.
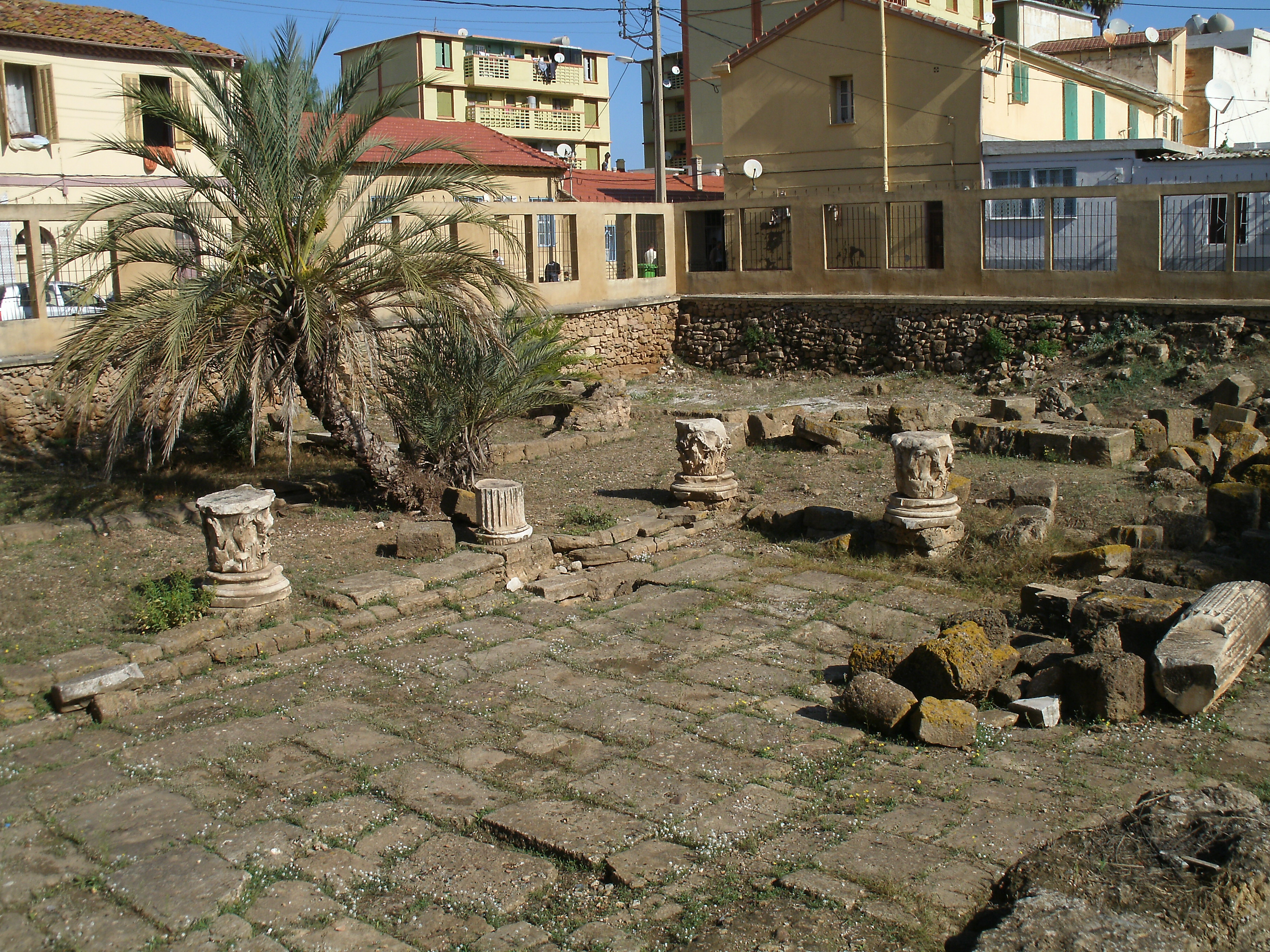
Il forum di Iol Caesarea.
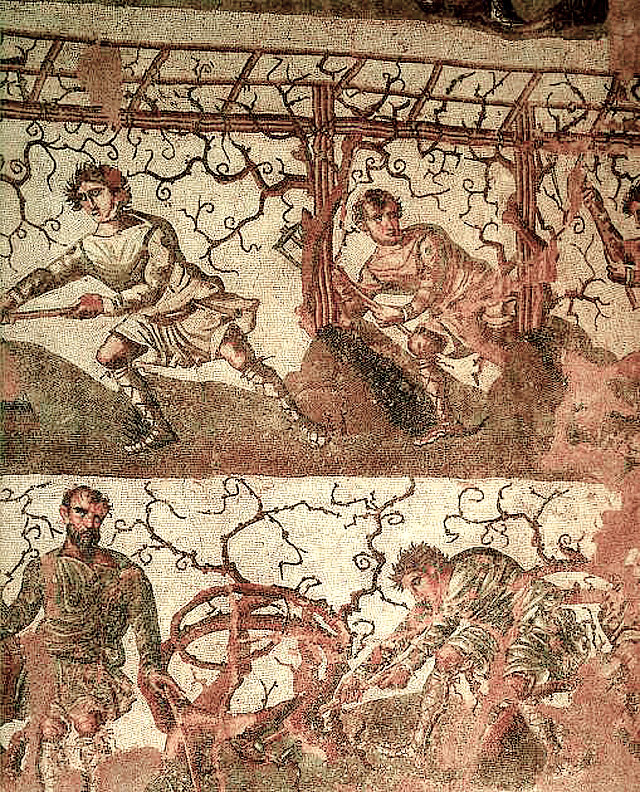
Mosaico di Iol Caesarea che rappresenta lavoranti dediti alla viticoltura.

## Tipologia di imbarcazioni
Di questa grande flotta ci sono pervenuti, grazie ad alcune epigrafi i nomi di alcune imbarcazioni:
- 2 liburne: Augusta[27] e Nilus.[24]

## Il corpo di truppa
Anche per la flotta delle provinciale delle due Mauretanie il numero degli effettivi si aggirava intorno a qualche migliaia di ausiliari. Erano acquartierati a Iol-Caesarea.
Il comandante della flotta era il Praefectus classis ovvero il comandante di parte del mar Mediterraneo occidentale, proveniente dall'ordine equestre. A sua volta il diretto subordinato del praefectus era un sub praefectus, a sua volta affiancato da una serie di praepositi, ufficiali posti a capo di ogni pattuglia per singola località.
Altri ufficiali erano poi il Navarchus princeps, che corrisponderebbe al grado di contrammiraglio di oggi. Nel III secolo fu poi creato il Tribunus classis con le funzioni del Navarchus princeps, più tardi tribunus liburnarum.
La singola imbarcazione era poi comandata da un trierarchus (ufficiale), dai rematori e da una centuria di marinai-combattenti (manipulares / milites liburnarii). Il personale della flotta (Classiari o Classici) era perciò diviso in due gruppi: gli addetti alla navigazione ed i soldati. Il servizio durava 26 anni (contro i 20 dei legionari ed i 25 degli auxilia). Dal III secolo fu aumentato fino a 28 anni di ferma. Al momento del congedo (Honesta missio) ai marinai era data una liquidazione, dei terreni e di solito anche la cittadinanza concessa, essendo gli stessi nella condizione di peregrini al momento dell'arruolamento. Il matrimonio era invece permesso loro, solo al termine del servizio attivo permanente. Ricordiamo alcuni suoi praefecti classis: